# Wicked!
Wicked! – trzeci studyjny album niemieckiej grupy Scooter wydany 24 października 1996 roku, 7 miesięcy po wydaniu Our Happy Hardcore.
W Polsce nagrania uzyskały status złotej płyty.
Promujące single "I'm Raving" i "Break It Up".

## Lista utworów
1. Wicked Introduction - 1:44
2. I'm Raving - 3:28
3. We Take You Higher - 4:22
4. Awakening - 4:26
5. When I Was A Young Boy - 3:58
6. Coldwater Canyon - 5:16
7. Scooter Del Mar - 4:58
8. Zebras Crossing The Street - 4:58
9. Don't Let It Be Me - 3:59
10. The First Time - 5:25
11. Break It Up - 3:39